# Романов Олександр Васильович
Олександр Васильович Романов (1897, Владимирська губернія, тепер Владимирська область, Російська Федерація — ?) — радянський діяч, голова Організаційного комітету Президії ВЦВК РРФСР по Читинській області. Депутат Верховної Ради СРСР 1-го скликання.

## Біографія
Народився в селянській родині.
З 1916 по 1918 рік служив у російській армії, учасник Першої світової війни.
З 1918 року служив у Червоній армії.
Член РКП(б).
До 1928 року — начальник районної робітничо-селянської міліції, народний суддя, член Владимирського губернського суду.
У 1929—1931 роках — голова Павловської міської ради Нижньогородського краю.
З 1931 року — завідувач відділу Нижньогородського крайового комітету ВКП(б).
До 1937 року — заступник голови виконавчого комітету Східно-Сибірської обласної ради.
У жовтні 1937 — серпні 1938 року — голова Організаційного комітету Президії ВЦВК (Верховної ради) РРФСР по Читинській області.
Подальша доля невідома.